# Lorenzo Ariaudo
Lorenzo Ariaudo, né le 11 juin 1989 à Turin, est un footballeur italien qui évolue au poste de défenseur central.

## Carrière
Ariaudo rejoint la Juventus à neuf ans, et y suit toute sa formation de footballeur. En 2009, il remporte avec sa promotion le Tournoi de Viareggio. 
Il fait ses débuts en équipe première lors de la saison 2008-2009, à l'occasion du tour préliminaire de la Ligue des champions, face à l'Artmedia Petržalka, au mois d'août 2008. Il signe peu après un contrat professionnel d'une durée de cinq ans. Il débute en Serie A le 18 janvier 2009 contre la Lazio. Même s'il joue peu, l'entraîneur Ciro Ferrara voit en lui un grand espoir du club.
En janvier 2010, il est prêté à Cagliari, afin de gagner du temps de jeu. En juin, Cagliari lève une option de copropriété pour 1,3 million d'euros, et obtient en janvier 2011 la totalité de ses droits dans le cadre du transfert d'Alessandro Matri.
En janvier 2014, Ariaudo quitte Cagliari et rejoint Sassuolo. Un an plus tard, il est prêté au Genoa CFC.
Le 25 mars 2009, Ariaudo évolue pour la première fois en sélection espoirs. Il marque un but lors du match amical face à l'Autriche,,. Présélectionné pour championnat d'Europe espoirs 2009, il ne fait finalement pas partie du groupe des 23 joueurs. Il devient après le tournoi un titulaire régulier dans la sélection, lors des éliminatoires du Championnat d'Europe de 2011. Il compte 9 sélections en 2009 et 2010. 

## Statistiques
En mars 2016, il compte 95 matchs de Serie A,.